# Affliction
Affliction (Aflicción, en España; Días de furia, en Hispanoamérica) es una película norteamericana de 1998, dirigida y escrita por Paul Schrader y basada en la novela homónima de Russell Banks.

## Argumento
La trama cuenta la vida de Wade Whitehouse (Nick Nolte), un sheriff de vida gris que piensa que no ha hecho nada importante en su vida. Todo cambia cuando se produce la muerte de un sindicalista en una partida de caza. Aunque la mayoría cree que se trata de un accidente, él piensa que fue un asesinato. Resolver la investigación será la oportunidad que esperaba para demostrar su valía a su propio padre (James Coburn) -un hombre dominante, agresivo y alcohólico- y a sus vecinos.

## Reconocimientos
Nolte y Coburn consiguieron una nominación a los Premios de la Academia, y Coburn recibió el premio en la categoría de «Mejor actor de reparto».[cita requerida]